# Prezidentské volby na Slovensku 1999
Prezidentské volby na Slovensku 1999 byly první prezidentské volby, kdy prezidenta volili lidé přímo – tj. přímou 
volbou. Konaly se 15. (první kolo) a 29. května (druhé kolo).
První prezidentské volby se konaly v roce 1993, ale tehdy volili prezidenta poslanci parlamentu.

## 1. kolo
|        | Kandidát                               | Počet hlasů | zisk v % |
| ------ | -------------------------------------- | ----------- | -------- |
| 1.     | Rudolf Schuster (SOP)1)                | 1 396 950   | 47,37    |
| 2.     | Vladimír Mečiar (HZDS)                 | 1 097 956   | 37,23    |
| 3.     | Magda Vášáryová                        | 194 635     | 6,60     |
| 4.     | Ivan Mjartan                           | 105 903     | 3,59     |
| 5.     | Ján Slota (SNS)                        | 73 836      | 2,50     |
| 6.     | Boris Zala                             | 29 697      | 1,00     |
| 7.     | Juraj Švec                             | 24 077      | 0,81     |
| 8.     | Juraj Lazarčík (KSS)                   | 15 386      | 0,52     |
| 9.     | Michal Kováč2)                         | 5 425       | 0,18     |
| 10.    | Ján Demikát (podpora: NaAS, JSP a SNP) | 4 537       | 0,15     |
| celkem |                                        | 2 948 402   | 100,00   |

Poznámky:
- 1) v den zvolení prezidentem se vzdal členství
- 2) vzdal se kandidatury v prospěch Rudolfa Schustera[2]

- účast voličů: 73,81 %
- celkový počet voličů: 4 038 899
- počet voličů (platných hlasů): 2 948 402

## 2. kolo
Do druhého kola postoupili dva nejúspěšnější kandidáti z prvního kola.
|        | Kandidát        | Počet hlasů | zisk v % |
| ------ | --------------- | ----------- | -------- |
| 1.     | Rudolf Schuster | 1 727 481   | 57,18    |
| 2.     | Vladimír Mečiar | 1 293 642   | 42,81    |
| celkem |                 | 3 021 123   | 100,00   |

Poznámky:
- účast voličů: 75,45 %
- celkový počet voličů: 4 038 899
- počet voličů (platných hlasů): 3 021 123